# Khanda (Schwert)

Religiöses Khanda-Symbol

Der Khanda (von Khadga, Sanskrit für Schwert) ist ein Hiebschwert aus Indien, das gleichzeitig als Waffe, religiöses Symbol und Statussymbol Khanda dient.

## Beschreibung
Der Khanda hat eine gerade, breite, schwere Klinge, welche stumpf ausläuft. Oft wird die Klinge zur Spitze hin breiter. In der Regel ist die Klinge einschneidig, es gibt aber auch zweischneidige Versionen. Das Heft besitzt einen scheibenförmigen Handschutz mit einem Schutzbügel, der die Finger des Trägers schützt. Der Knauf ist ebenfalls scheibenförmig und besitzt oft einen spitzen, dolchartigen Sporn am hinteren Ende. Dieser konnte festgehalten werden, um im Bedarf den Khanda zweihändig zu führen.

## Geschichte
Der Khanda entstand bereits in der Zeit des Maurya-Reiches in Indien. Er war und ist eine wichtige Waffe im indischen Kampfsport Kalarippayattu. Der Khanda genießt bei den Clans der Sikhs, Marathas, Nirs und anderen Angehörigen der Kriegerkaste der Kshatriya sehr hohes Ansehen, so dass sie das Symbol des Khandas sogar in ihre Religion aufnahmen (siehe nebenstehende Grafik).
Bei der Invasion von muslimischen Streitkräften im 12. Jahrhundert zeigte sich die große Wirksamkeit des Khandas gegen die leichten Ketten- und Lederrüstungen der Muslime. Trotzdem benötigte man für die Reitertruppen eine leichtere Waffe. Der Khanda wurde durch den Talwar ersetzt. Dennoch hielt sich der Khanda bis zum heutigen Tage in der Kriegerkaste Indiens und wird weiterhin als Statussymbol hoch geschätzt.